# Ilsbo distrikt
Ilsbo distrikt är ett distrikt i Nordanstigs kommun och Gävleborgs län. Distriktet ligger omkring Ilsbo i nordöstra Hälsingland. 

## Tidigare administrativ tillhörighet
Distriktet inrättades 2016 och utgörs av Ilsbo socken i Nordanstigs kommun.
Området motsvarar den omfattning Ilsbo församling hade 1999/2000.

## Tätorter och småorter
I Ilsbo distrikt finns en tätort men inga småorter.

### Tätorter
- Ilsbo